# ورقة ريشية
الشكل الريشي (بالإنجليزية: Pinnate)‏ هو أحد أشكال الورقة النباتية المركبة، وتتكون الورقة في هذه الحالة من صفين من الوريقات، صف من كل جانب. من أمثلة هذه الأوراق أوراق الحمص والبيقية والطلح.

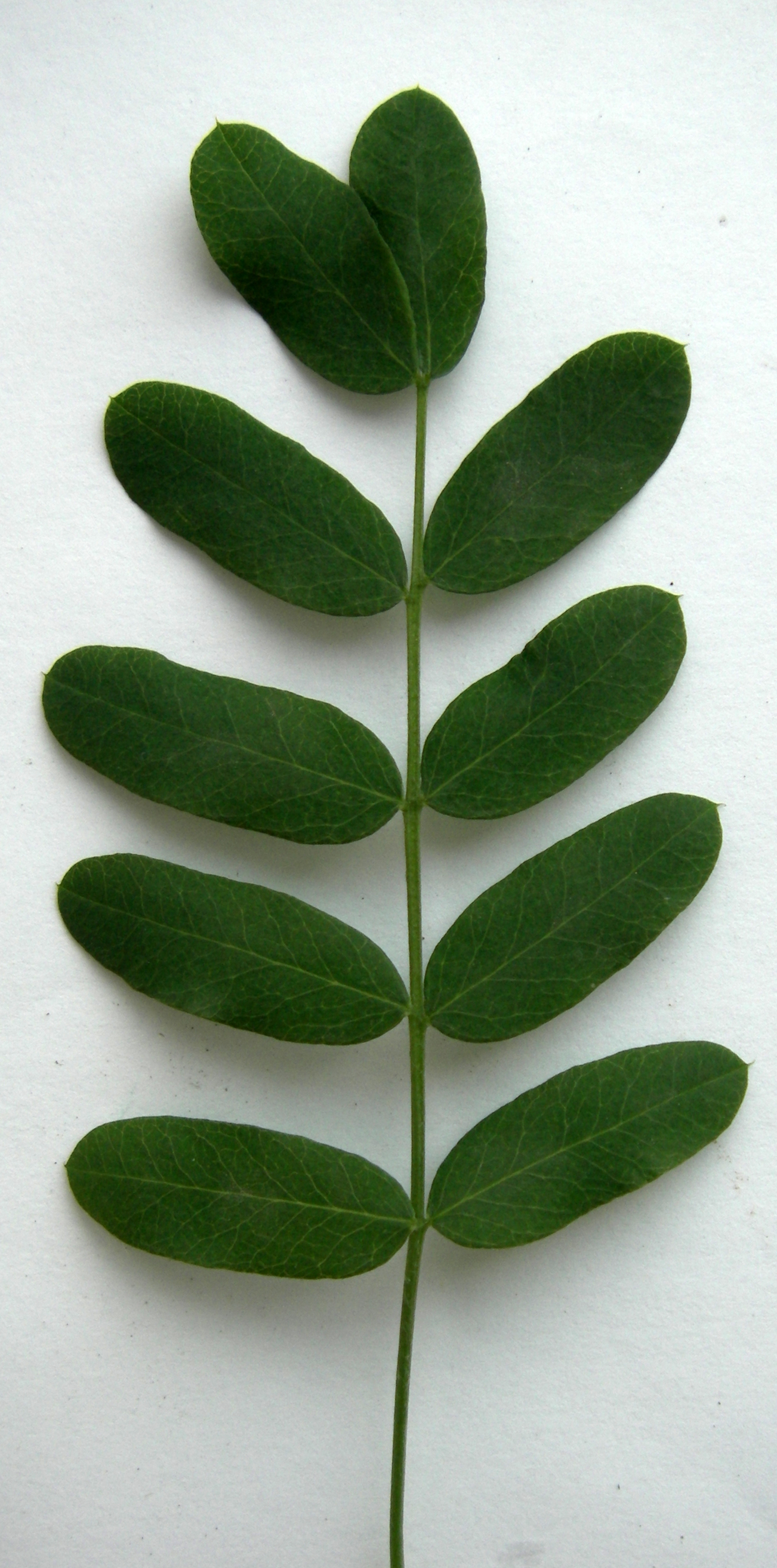
ورقة الطلح ريشية الشكل تتكون من وريقات عديدة

يمكن أن يقسم هذا الشكل إلى قسمين من حيث عدد الوريقات:
- ورقة ريشية فردية: (بالإنجليزية: Odd Pinnate)‏ عدد الوريقات فردي، وتنتهي بوريقة واحدة عند قمة الورقة.
- ورقة ريشية زوجية: (بالإنجليزية: Even Pinnate)‏ عدد الوريقات زوجي، وتكون وريقاتها مرتبة في أزواج من القاعدة وحتى القمة (مثل ورقة الطلح في الصورة).

يمكن أن يقسم هذا الشكل إلى ثلاثة أقسام من حيث تركيب الورقة:
- ورقة ريشية أحادية: لها مستوى واحد من التفرعات.
- ورقة ريشية ثنائية: (بالإنجليزية: Bipinnate)‏ لها مستويان من التفرعات، المستوى الرئيسي ومستوى ثانوي واحد.
- ورقة ريشية ثلاثية: (بالإنجليزية: Tripinnate)‏ لها ثلاثة مستويات من التفرعات، المستوى الرئيسي ومستوى ثانوي ومستوى ثالثي.